# Chrétien Waydelich
Chrétien André Waydelich (Estrasburg, Baix Rin, 28 de novembre de 1841 – ?) va ser un jugador de croquet francès, que va competir a finals del segle xix i primers de xx. El 1900 va prendre part en els Jocs Olímpics de París, on guanyà dues medalles en la competició de croquet: la d'or en la prova individual a dues boles i la de bronze en la individual a una bola.